# Parco nazionale di Salamajärvi
Il parco nazionale di Salamajärvi (in finlandese: Salamajärven kansallispuisto) è un parco nazionale della Finlandia, nella provincia della Finlandia occidentale. È stato istituito nel 1982 e occupa una superficie di 62 km².